# Hypocepheus krivolutskyi
Hypocepheus krivolutskyi är en kvalsterart som beskrevs av Calugar och Vasiliu 1976. Hypocepheus krivolutskyi ingår i släktet Hypocepheus och familjen Cepheidae. Inga underarter finns listade i Catalogue of Life.